# Немировка (Житомирская область)
Неми́ровка (укр. Немирівка) — село на Украине, основано в 1783 году, находится в Коростенской городской общине Житомирской области. Расположено на реке Уж и её притоке Синявке. 
Код КОАТУУ — 1822385204. Население по переписи 2001 года составляет 231 человек. Почтовый индекс — 11542. Телефонный код — 4142. Занимает площадь 1,477 км².

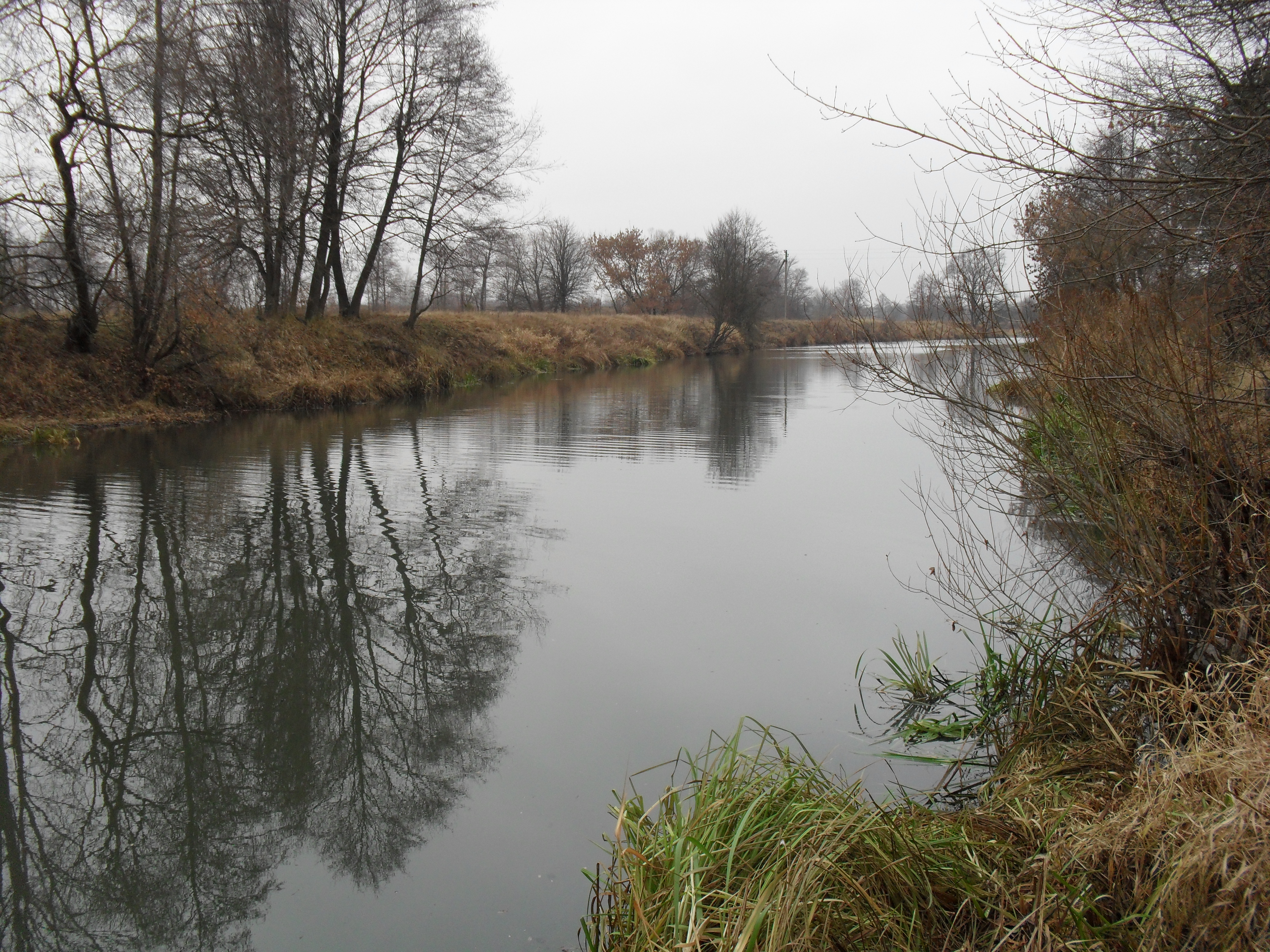
Река Уж в селе Немировка